# IDM
IDM (англ. Intelligent dance music, дослівно — «розумна танцювальна музика») — напрямок електронної музики, що повстав на початку 1990-х років.

## Історія
Початково терміном IDM називали музикантів експериментального техно і джанглу, що згуртувались навколо лейблу Warp Records, який випустив у 1992 році компіляцію Artificial Intelligence, що стало фактично початком розвитку жанру. Як правило дефініція IDM націлена обіймати всі експериментальні стилі що походять від танцювальної електронної музики, а також інші авангардні стилі, тісно пов'язані з комп'ютерними технологіями (напр. glitch).
Часто закидають, що термін IDM не відповідає дійсності, оскільки назва не відповідає характеру музики, передусім з огляду на те, що IDM фактично не є танцювальною, проте ця назва зберігається саме в цьому вигляді, оскільки походить IDM від техно — швидкої, агресивної танцювальної музики. Деякі творці, втомлені техно почали шукати щось нового, менш агресивного і мелодичнішого, артистичного, імпровізаційного та інтелігентного, такого, що вимагає від слухача чогось більшого. Звідси з'явилися такі назви, як intelligent techno, listening techno, art techno. Характерними для музики IDM є також експерименти у пошуку нових звуків, та їх прискіпливого добору в композиціях.
Засновниками IDM вважаються такі музиканти як Aphex Twin, Autechre, Plaid, Speedy J, яких можна знайти на альбомах лейблу Warp Records.

## Представники жанру
- Ab Ovo
- Apparat
- Architect
- Autechre
- Aphex Twin
- Boards of Canada
- Bogdan Raczynski
- Brothomstates
- Christian Kleine
- Diaphane
- Fluke
- The Flashbulb
- LFO
- Moderat
- Modeselector
- Mouse on Mars
- Owsey
- Seefeel
- Sorrow
- Scott Herren
- Squarepusher
- Transient
- Timo Maas
- Telefon Tel Aviv
- Trifonic
- µ-ziq